# Малбери (Канзас)
Малбери (енгл. Mulberry) град је у америчкој савезној држави Канзас.

## Демографија
По попису из 2010. године број становника је 520, што је 57 (-9,9%) становника мање него 2000. године.
| Група             | 2000.       | 2010.       |
| Белци             | 545 (94,5%) | 462 (88,8%) |
| Афроамериканци    | 0 (0,0%)    | 3 (0,6%)    |
| Азијати           | 0 (0,0%)    | 0 (0,0%)    |
| Хиспаноамериканци | 8 (1,4%)    | 18 (3,5%)   |
| Укупно            | 577         | 520         |